# Yoe (Pennsylvanie)
Yoe est un borough situé au centre du comté de York, en Pennsylvanie, aux États-Unis,. En 2010, il comptait une population de 1 018 habitants, estimée au 1er juillet 2020 à 1 100 habitants. Le borough est fondé en 1815 et incorporé le 23 octobre 1893.

## Démographie
Lors du recensement de 2010, le borough comptait une population de 1 018 habitants. Elle est estimée, en 2020, à 1 100 habitants.